# Bellator 108
Bellator CVIII é um evento de artes marciais mistas promovido pelo Bellator MMA, é esperado para ocorrer em 15 de novembro de 2013 no Revel Casino em Atlantic City, New Jersey.

## Background
O evento contará com a Final do Torneio de Penas.
O Campeão Peso Pesado Alexander Volkov fará sua primeira defesa de título contra Vitaly Minakov nesse evento.
O card também contará com a estreia no Bellator de Quinton Jackson após o cancelamento de sua luta contra Tito Ortiz. Ele enfrentará o veterano do UFC Joey Beltran no evento principal.